# جسیکا دگلائو
جسیکا دگلائو (به انگلیسی: Jessica Deglau) (زادهٔ ۲۷ مهٔ ۱۹۸۰) شناگر اهل کانادا است.